# Welfare (film)
Pour les articles homonymes, voir Welfare.
Pour plus de détails, voir Fiche technique et Distribution.
Welfare est un film documentaire américain réalisé par Frederick Wiseman et sorti en 1975.

## Synopsis
Welfare s'intéresse à la nature et à la complexité du système de santé et de sécurité sociale américain, à New York, au début des années 1970, au sein de séquences illustrant l’ahurissante diversité des problèmes qui le constituent : logement, chômage, divorce, problèmes médicaux et psychiatriques, enfants abandonnés et maltraités. Les travailleurs sociaux comme les patients se retrouvent démunis face à un système qui gouverne leur travail et leur vie. Le lieu du tournage est le Welfare Center de Greenwich Village, dans le bas de Manhattan,.

## Fiche technique
- Titre : Welfare
- Réalisation : Frederick Wiseman
- Photographie : William Brayne
- Son : Frederick Wiseman
- Montage : Frederick Wiseman
- Production : Frederick Wiseman
- Société(s) de production : Zipporah Films
- Société(s) de distribution : Météore Films (France)
- Pays d'origine :  États-Unis
- Langue originale : anglais
- Format : Noir et blanc — 1,33:1 - 16 mm
- Genre : documentaire
- Durée : 167 minutes
- Date de sortie :
  - États-Unis : Novembre 1975 (Virgin Islands International Film Festival)
  - France : 5 juillet 2023

## Adaptation théâtrale
Le film a été adapté au théâtre en 2023 dans une mise en scène de Julie Deliquet, une création dans la cours du Palais des papes d'Avignon lors du Festival d'Avignon,. La pièce a fait l'objet d'une captation et d'une diffusion télévisuelle en direct sur Culturebox et France 3 Régions.